# Синяя бойга
Синяя бойга (лат. Boiga cyanea) — вид змей из рода бойга в семействе ужеобразных. Обитают в Южной Азии, Китае и Юго-Восточной Азии.

## Внешний вид и строение
Максимальная длина тела 190, обычная 115 см. Тело слегка сжато с боков, хвост умеренно длинный. Выражен шейный перехват, морда округлая. Глаза больших размеров с вертикально-эллиптическими зрачками. Спинные чешуйки гладкие с одиночными или двойными апикальными ямками. Брюхо со слабыми боковыми килями. Длинный цепкий хвост позволяет вести древесный образ жизни.
Окрас верхней стороны тела однородный, зелёный или зелёный с сероватым или голубоватым оттенком. Брюхо зеленоватое или желтовато-белое. Верх головы обычно близок к окрасу туловища или иногда имеет коричневатый оттенок. Верхняя губа желтоватая; большая часть головы покрыта чешуйками с черными краями. Глаза золотисто-коричневые. Детеныши красновато-коричневые с зелёной головой. Окраска змеенышей начинает меняться на взрослую после 8-9-месячного возраста.

## Распространение
Boiga cyanea встречается в Бангладеш, Бутане, Камбодже, Китае (часть Юньнани), Индии (Сикким, Дарджилинг и Джалпайгури, Западная Бенгалия, Ассам, Аруначал-Прадеш, Андаманские и Никобарские острова), Лаосе, Малайзии (в западной части), Мьянме, Непале, Таиланде (включая Пхукет) и Вьетнаме.

## Экология и среда обитания
Обитает в первичных и вторичных лесах, в том числе в горах, а также встречается на уровне моря в прибрежных лесах.
Ведет ночной образ жизни. В основном древесная змея, изредка разыскивает добычу на земле. Очень мягкий характер, вялый, не пытается скрыться при приближении человека. Жалит неохотно. Днем сидит свернувшись клубком среди ветвей деревьев, а ночью активно охотится.
Питается в основном ящерицами. Также ловит лягушек, птиц, грызунов или других змей. Эта ядовитая заднебороздчатая змея может парализовать мелкую добычу. Если ей угрожают, она угрожает, приподнявшись и широко открыв пасть.
Яйца откладываются примерно через 42-50 дней после спаривания. В кладке 7-14 яиц. Выводят потомство с конца зимы до конца лета. Инкубационный период примерно 85 дней.

## Boiga cyaneaи человек
Иногда продаются в качестве домашних питомцев.
Boiga cyanea относится к заднебороздчатым змеям, умеренно ядовита и имеет нейротоксичный яд, но обычно считается безвредной для человека, поскольку не очень агрессивна. Если спровоцировать, может укусить.
Ожидается, что укусы этого вида не вызовут значимых с медицинской точки зрения последствий и единственным риском является, возможно, небольшая местная вторичная инфекция. Укушенные этой змеей не нуждаются в медицинской помощи, кроме проверки на наличие инфекции и противостолбнячной прививки. Рекомендуется обратиться к врачу, если развиваются местные симптомы, указывающие на вторичную инфекцию. Маловероятно, что укусы вызовут более чем легкий или умеренный местный отек и боль, иногда местные синяки, парестезию / онемение, эритему или кровотечение, но без некроза и системных эффектов. В то время как большинство случаев будут незначительными, не требующими госпитализации, некоторые будут более тяжелыми, требующими госпитализации и лечения, поэтому надо внимательно оценивать их перед выпиской.